# أروماتاز
أروماتاز (بالإنجليزية: Aromatase)‏ وتسمى أيضا مخلقة هرمون الاستروجين أو هرمون الاستروجين سينسيز وهو انزيم موجود في الخلايا المنتجة للاستروجين في المبيض والمشيمة، والخصيتين، وفي الخلايا الدهنية، وأنسجة الدماغ.، يعمل على تحويل هرمونات الأندروجين إلى إستروجين الأندروجينات (التستوستيرون) .

## رد الفعل
تكون الهرمونات موضعيا في الشبكة الإندوبلازمية حيث تنظم من قبل الأنسجة محددة المروجين التي هي بدورها تسيطر عليها الهرمونات، السيتوكينات، وغيرها من العوامل. فإنه يحفز الخطوات الأخيرة من الاستروجين الحيوي في الاندروجين (على وجه التحديد، وبالتالي يحول الاندروستيرون إلى إيسترون والتيستوستيرون إلى استراديول ).
|  |
|  |

## الوظيفة
أروماتاز هو الانزيم المسؤول عن خطوة أساسية في التركيب الحيوي من هرمون الاستروجين . وهو عضو في P450 السيتوكروم الفصيلة ( EC 1.14.14.1 )، والتي تدعى مونوكسيجينات (monooxygenases) التي تحفز العديد من ردود الفعل تشارك في توليد الستيرويد . على وجه الخصوص، الهرمونات هي المسؤولة عن أرمتة من الاندروجين في هرمون الاستروجين . انزيم أروماتاز يمكن العثور عليه في العديد من الأنسجة بما في ذلك الغدد التناسلية، الدماغ ، الأنسجة الدهنية ، المشيمة ، الأوعية الدموية ، الجلد ، و العظام ، وكذلك في أنسجة بطانة الرحم ، الأورام الليفية في الرحم ، سرطان الثدي ، وسرطان بطانة الرحم . ويعتبر من العوامل المهمة في التطور الجنسي.

## وصلات خارجية
https://web.archive.org/web/20140130050543/http://www.macmillan.org.uk/Cancerinformation/Cancertypes/Breast/Treatingbreastcancer/Hormonaltherapies/Aromataseinhibitors.aspx
http://www.cancer.gov/cancertopics/treatment/aromatase-inhibitors/Page4
http://www.breastcancer.org/treatment/hormonal/aromatase_inhibitors
http://www.ncbi.nlm.nih.gov/pubmed/19250199